# Fernando Álvarez de Sotomayor
Fernando Álvarez de Sotomayor (Ferrol, 25 settembre 1875 – Madrid, 17 marzo 1960) è stato un pittore spagnolo.
Diresse la scuola di belle arti di Santiago del Cile (1909-1913) e il museo del Prado (1922-1960), divenendo famoso per le sue opere raffiguranti la vita contadina.

## Biografia
Nato in una famiglia borghese di Ferrol, suo padre morì quando Fernando era un ragazzino. La famiglia trasferì la propria residenza a Toledo, dove crebbe la sua vocazione alla pittura accanto all'insegnante di disegno José Gutiérrez e al paesaggista José Vera. Nel 1893 iniziò gli studi universitari a Madrid; conobbe il pittore Manuel Domínguez, che lo ha guidato verso la pittura definitivamente. 
Nel 1899 entrò nella Real Academia de Bellas Artes de San Fernando e nell'Accademia delle Belle Arti di Roma, viaggiò a Parigi, Paesi Bassi e Belgio. Questo gli permise di conoscere la pittura impressionista francese, fiamminga e olandese, che lo influenzò molto.
Dopo il ritorno a Madrid nel 1904, ricevette diversi riconoscimenti come il primo premio all'Esposizione Internazionale di Barcellona o al Salone Internazionale di Monaco di Baviera. Nel 1905 tornò in Galizia, dove è stato sedotto dall'atmosfera della semplice vita di campagna. In questa fase dipinse: O segador,     Saíndo de misa no pazo de Mende e Comida de voda en Bergantiños.
Nel 1908 si stabilì a Santiago del Cile, dove divenne direttore dell'accademia di Belle Arti fino al suo ritorno in Spagna, nel 1915. Al suo ritorno in Spagna ebbe una importante carriera che lo ha reso uno dei personaggi più importanti e influenti del mondo dell'arte ufficiale. Diresse il Museo del Prado in diversi periodi (1922-1931 e 1939-1960) e la Real Academia de Bellas Artes de San Fernando, nel 1953. Nel 1938 fu nominato sindaco di La Coruña e, più tardi, procuratore della Cortes. 
Nel 1922, quando venne nominato direttore del Museo del Prado, la sua evoluzione artistica si aprì a una nuova fase influenzata dai ritratti e dai paesaggi di Velázquez, come Alfonso XIII e la duchessa di Santona.
Con la caduta della monarchia, le sue mostre di pittura tenutesi a Ginevra e Buenos Aires hanno aumentato il carattere tradizionale della sua pittura, come dimostrano le foto della duchessa d'Alba e del duca di Hijar.